# Montambert
Montambert ist eine französische Gemeinde mit 116 Einwohnern (Stand: 1. Januar 2022) im  Département Nièvre in der Region Bourgogne-Franche-Comté (vor 2016 Bourgogne). Sie gehört zum Arrondissement Château-Chinon (Ville) und zum Kanton Luzy (bis 2015: Kanton Fours). 

## Geographie
Montambert liegt etwa 55 Kilometer südöstlich von Nevers am Rande des Morvan. An der südlichen Gemeindegrenze verläuft der Fluss Cressonne, im Norden der Donjon. Umgeben wird Montambert von den Nachbargemeinden Cercy-la-Tour im Norden und Nordwesten, Fours im Norden und Nordosten, La Nocle-Maulaix im Osten, Cronat im Süden sowie Saint-Hilaire-Fontaine im Westen.

## Bevölkerungsentwicklung
| Jahr                       | 1962 | 1968 | 1975 | 1982 | 1990 | 1999 | 2006 | 2011 | 2016 |
| -------------------------- | ---- | ---- | ---- | ---- | ---- | ---- | ---- | ---- | ---- |
| Einwohner                  | 261  | 210  | 178  | 164  | 155  | 132  | 134  | 138  | 129  |
| Quellen: Cassini und INSEE |      |      |      |      |      |      |      |      |      |

## Sehenswürdigkeiten
- Priorat Saint-Pierre-d'Antioche aus dem 11. Jahrhundert, Monument historique seit 1981
- Pfarrhaus
- Domäne und Schloss Le Pont de Cressonne aus dem 17. Jahrhundert
- Mairie (Rathaus), 1830 erbaut